# Comitatul Willow Creek, Alberta
Comitatul Willow Creek, din provincia Alberta, Canada este un district municipal, amplasare coordonate 50°01′10″N 113°34′42″W / 50.019444°N 113.578333°V. Districtul se află în Diviziunea de recensământ 3. El se întinde pe suprafața de 4,558.89 km2  și avea în anul 2011 o populație de 5,107 locuitori.
Cities Orașe
--
Towns Localități urbane
- Claresholm
- Fort Macleod
- Granum
- Nanton
- Stavely

Villages Sate
--
Summer villages Sate de vacanță
--
Hamlets, cătune
- Moon River Estates
- Orton
- Parkland
- Woodhouse

Așezări
- Ardenville
- Blacktail
- Durward
- Furman
- Lyndon
- Mekastoe
- Muirhead
- Nolan
- Pearce
- Pulteney
- Spring Point
- Stowe

1. 1 2  Population and dwelling counts, for Canada, provinces and territories, and census subdivisions (municipalities), 2016 and 2011 censuses – 100% data (în engleză), 20 februarie 2019